# Lavrivka, Iampol
Lavrivka (în ucraineană Лаврівка) este un sat în comuna Trosteaneț din raionul Iampol, regiunea Vinița, Ucraina.

## Demografie
Componența lingvistică a localității Lavrivka
     Ucraineană (99,15%)
     Alte limbi (0,85%)
Conform recensământului din 2001, majoritatea populației localității Lavrivka era vorbitoare de ucraineană (99,15%), existând în minoritate și vorbitori de alte limbi.